# Акатьев, Алексей Николаевич
Алексе́й Никола́евич Ака́тьев (род. 7 августа 1974 года) — российский пловец в открытой воде.

## Карьера
На чемпионате мира 1994 года завоевал бронзу в новой дисциплине — плавание в открытой воде на дистанции 5 км.
Участвовал в Олимпиаде-1996. На дистанции 1500 метров вольным стилем финишировал восьмым. На дистанции 800 метров в финал не прошёл.
На чемпионате мира 1998 года стал двукратным чемпионом в плавании в открытой воде на дистанциях 5 и 25 км.
В 1999 году выиграл Охридский марафон.
На чемпионате мира по плаванию на открытой воде был третьим в индивидуальном заплыве на 25 км, а в командном состязании российская тройка стала второй.
Четырёхкратный чемпион Европы и двукратный вице-чемпион.
С 2000 года на тренерской работе. Работал в ЦСКА и сборной России по плаванию на открытой воде. С 2014 года — главный тренер сборной.
Член техкома LEN с 2016 г.